# Parlament von South Australia

Das Wappen von South Australia

Das Parlament von South Australia (Parliament of South Australia) ist das Parlament des australischen Bundesstaates South Australia. Es erlässt die Gesetze für diesen Bundesstaat, dessen parlamentarisches System auf dem britischen Westminster-System basiert, das das Parlament in zwei Kammern unterteilt – die Legislativversammlung (South Australian House of Assembly), als Unterhaus, und den Legislativrat (South Australian Legislative Council), als Oberhaus des Parlaments. Jedes Parlamentsmitglied muss einen Eid ablegen oder eine Treueerklärung gegenüber dem britischen Monarchen abgeben. Mindestens einmal im Jahr muss eine Sitzung des Parlaments stattfinden. Die maximale Amtszeit eines Parlaments beträgt vier Jahre.

## Geschichte
Das Parlament von South Australia wurde 1857 gegründet, als der Kolonie Südaustralien im Rahmen einer neuen Verfassung Selbstverwaltung und eine repräsentative Regierung gewährt wurden. Davor gab es in South Australia ein koloniales Regierungssystem, das von einem Gouverneur regiert wurde, der gegenüber der britischen Krone und nicht gegenüber der Bevölkerung Südaustraliens verantwortlich war. Doch schon in den ersten Tagen der Kolonie bestand ein starker Wunsch nach Selbstverwaltung, Repräsentation sowie politischer und religiöser Freiheit. Nach 1857 regierte sich South Australia selbst. Die Regierung war über das Parlament gegenüber der Bevölkerung Südaustraliens verantwortlich. Diese Regierungen haben die Infrastruktur und Dienste geschaffen, die das Leben des Staates unterstützen. Südaustralien war außerdem Vorreiter vieler Gesetze, die zu ihrer Zeit die fortschrittlichsten in Australien oder im Britischen Weltreich waren.

### Bildung einer repräsentativen Regierung: Die Erste Regierung, 1836–1838

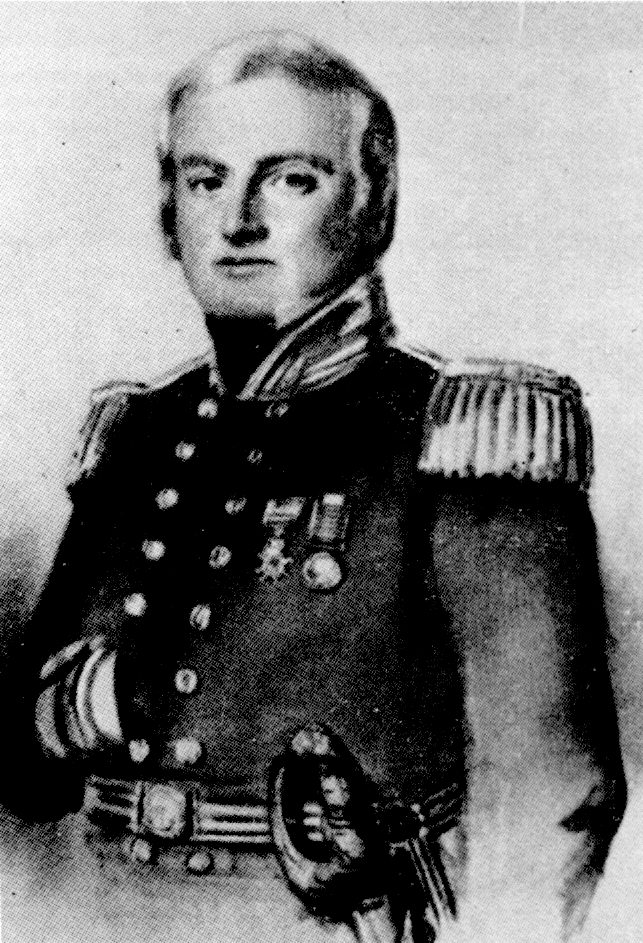
John Hindmarsh war zwischen 1836 und 1838 erster Gouverneur von South Australia.

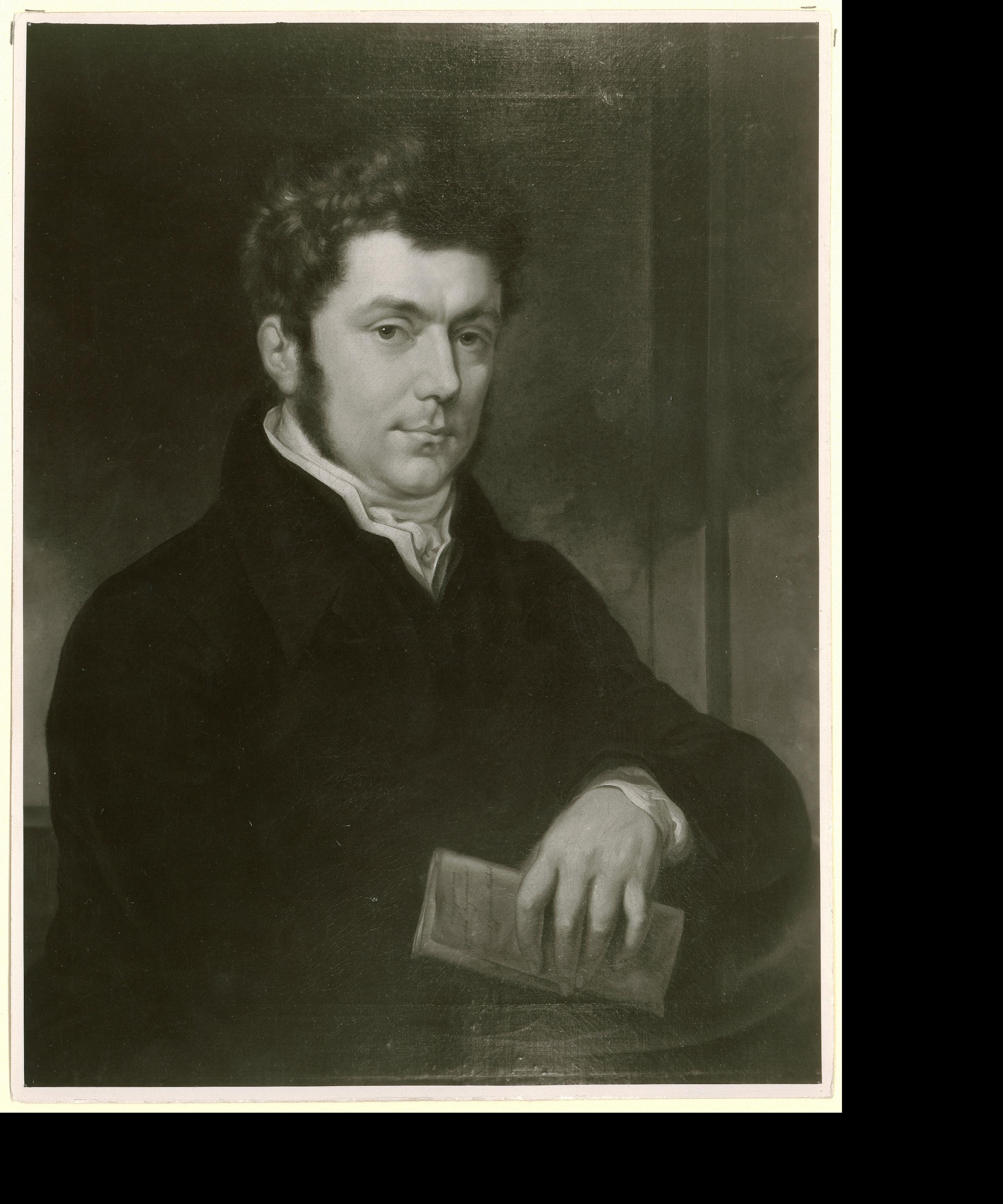
James Hurtle Fisher fungierte von 1836 bis 1838 als Resident Commissioner und war langjähriges Mitglied und Präsident des Legislative Council.

In den ersten zwei Jahren der Kolonie wurde Südaustralien vom Gouverneur regiert, der einen Regierungsrat leitete – drei bezahlte Beamte, die von der Krone ernannt wurden: der Oberste Richter (The Chief Justice), der Generalanwalt (The Advocate-General) und der Kolonialsekretär (The Colonial Secretary) – und der Resident Commissioner als Vertreter des Board of Commissioners in London. In den meisten anderen Kolonien verfügte der Gouverneur über beträchtliche Autorität. Aber in Südaustralien war die Macht zwischen dem Gouverneur und dem Resident Commissioner aufgeteilt, um sicherzustellen, dass die Regierung sich nicht in die Geschäftsangelegenheiten der Kolonisten oder in ihre Religionsfreiheit einmischen konnte. Der Gouverneur war gegenüber der britischen Regierung für Recht und Ordnung sowie für die Bereitstellung öffentlicher Gebäude, Straßen und anderer Dienstleistungen verantwortlich. Aber er hatte nur sehr wenig Macht, Geld für all diese Dinge aufzubringen. Der erste Gouverneur war John Hindmarsh, ein Marinekapitän ohne vorherige Erfahrung in der Kolonialregierung. Seine autoritäre Art machte ihn bei den Kolonisten unbeliebt. Einige der führenden Kolonisten waren ebenfalls Republikaner und mochten es nicht, dem Vertreter der Krone gegenüber respektvoll sein zu müssen. Der Resident Commissioner – James Hurtle Fisher – kontrollierte den Verkauf von Land in der Kolonie. Das Geld daraus wurde verwendet, um arme Arbeiter als Auswanderer zu holen. Fisher war dem Board of Commissioners in London verantwortlich, war Mitglied des Exekutivrats und kontrollierte viel mehr Geld, als der Gouverneur zur Verfügung hatte. Fisher und Hindmarsh stritten sich auf der Reise nach South Australia und konnten nicht zusammenarbeiten. Fisher weigerte sich, Land für Regierungsgebäude zur Verfügung zu stellen, und zwang Gouverneur Hindmarsh sogar, Land zu kaufen, um dort bei seiner Ankunft sein Zelt aufzustellen. Da der Gouverneur nur über geringe Mittel verfügte, war er in den ersten beiden Jahren nach der Ansiedlung nicht in der Lage, angemessene Regierungsgebäude bereitzustellen. Kommissar Fisher weigerte sich außerdem, zu den Sitzungen des Exekutivrats zu erscheinen, was den Regierungsprozess erschwerte. Dieses System brach sehr schnell zusammen und 1838 wurden sowohl Gouverneur Hindmarsh als auch Kommissar Fisher von ihren Ämtern abberufen und ersetzt. Der neue Gouverneur wurde auch zum Resident Commissioner ernannt, wodurch das Problem der geteilten Autorität gelöst wurde. Obwohl dieses Regierungssystem dem Gouverneur nur sehr wenig Macht einräumte, war es auch nicht demokratisch oder repräsentativ. Es dauerte weitere 15 Jahre, bis die Kolonisten eine gewählte Stimme in der Regierung von Südaustralien hatten.

### Das Erste Parlament
Nach 1857 erhielt South Australia mit einer neuen Verfassung und einem Parlament seine Selbstverwaltung. Die gesetzgebende Körperschaft (das gesetzgebende Organ) war nun das gewählte Parlament, das nur den Wählern Südaustraliens gegenüber verantwortlich war. Zuvor wurden Gesetze vom Gouverneur im Rat erlassen, der der britischen Regierung verantwortlich war. Die Exekutive (das Organ, das die laufenden Regierungsangelegenheiten ausführt) bestand nun aus den Ministern, die aus dem Parlament stammten und diesem gegenüber verantwortlich waren. Es gab immer noch einen Gouverneur, der die britische Krone vertrat, aber er hatte nicht mehr die Befugnis, Entscheidungen zu treffen oder Regierungsmitglieder zu ernennen. Das neue Parlament und die neue Exekutive verfügten nun über fast alle Befugnisse, die zuvor der britische Kolonialminister innehatte, und zwar über die Ernennung offizieller Positionen in der Kolonie, über Einwanderung und Zoll (mit Ausnahme der Befugnis, die den Gouverneur Südaustraliens zu ernennen und abzuberufen). Die neue Regierung hatte auch die volle Macht über die Beschaffung und Verwendung von Staatsgeldern – durch Steuern, Zölle und andere Abgaben, Bußgelder und Abgaben. Sie behielt diese Macht bis zur Gründung des Australischen Bundes am 1. Januar 1901, als einige der Befugnisse an die neue australische Regierung übergeben wurden. Anstelle eines Gouverneurs, der nur der britischen Regierung verantwortlich war, wurde Südaustralien fortan von Ministern regiert, die einem vom Volk gewählten Parlament unterstellt waren.
Die Rolle des Gouverneurs bestand nun darin, den Monarchen in Großbritannien zu vertreten und als offizielles Bindeglied zwischen der südaustralischen und der britischen Regierung zu fungieren. Die britische Regierung behielt bis 1986, dem 150. Jahrestag der Gründung Südaustraliens, weiterhin das Recht, ein Veto gegen die Gesetzgebung von South Australia einzulegen, doch von diesem Recht wurde nur selten Gebrauch gemacht.

### Demokratische Verfassung
Die Verfassung, die Südaustralien die Selbstverwaltung und das erste Parlament einräumte, wurde 1856 verabschiedet und das erste Parlament trat im April 1857 zusammen. South Australia verfügte nun über eine Verfassung, die zu den fortschrittlichsten der Welt zählte. Dies war eine Zeit, in der viele Länder über keine repräsentativen Institutionen verfügten oder nur die Wohlhabenderen oder Grundbesitzergruppen das Wahlrecht hatten. 

#### Das Abstimmungssystem
Das Parlament hatte zwei gewählte Kammern – das House of Assembly und den Legislative Council. Das Wahlrecht setzte zunächst folgendes voraus:
- Für das House of Assembly galt ein allgemeines Wahlreich für alle erwachsenen Männer über 21 Jahren.
- Für den Legislativrat galt ein Wahlrecht für Männer, die Immobilien im Wert von 50 £ besitzen, Immobilien im Wert von 20 £ mieten oder Immobilien im Wert von 25 £ pro Jahr bewohnen. Obwohl die Abstimmung auf vermögende Männer beschränkt war, wurde sie auf einem viel niedrigeren Niveau angesetzt als für die Oberhäuser der anderen australischen Parlamente. Die Wahl des South Australian Legislative Council stand also einem größeren Teil der Bevölkerung offen.

Die Wahlrechtsklausel in der Verfassung war sehr sorgfältig formuliert worden. Der zweite Premier John Baker forderte eine Klarstellung, „andernfalls würden nicht nur Ureinwohner, sondern auch Frauen wählen“ („otherwise it would give the vote not only to aborigines but also to females“). Tatsächlich waren im Wortlaut des Gesetzes auch Männer der Aborigines an der Abstimmung beteiligt, Frauen durften jedoch überhaupt nicht wählen. Für den Legislativrat war der gesamte Staat ein Wahlbezirk. Dies bedeutete, dass qualifizierte Immobilienmakler nur eine Stimme hatten – im Gegensatz zu anderen Immobilienqualifikationssystemen, bei denen sie in jedem Bezirk, in dem sie Eigentum besaßen oder pachteten, eine Stimme hatten. 
Die Abstimmung sollte geheim erfolgen. Über die geheime Abstimmung wurde in Südaustralien schon seit vielen Jahren gesprochen und sie unterstützt – seit den Anfängen der Planung für die Kolonie. Aber es war für die damalige Zeit eine sehr fortschrittliche Idee. Südaustralien war zusammen mit Victoria der erste Ort auf der Welt, in dem die geheime Abstimmung durchgeführt wurde, und viele Jahre lang war dieses System in den Vereinigten Staaten als „australischer Wahlzettel“ („the Australian ballot“) bekannt. Die Abstimmung war freiwillig und der Gewinner war der Kandidat mit den meisten Stimmen – das „Der Erste bekommt den Posten“-System („first past the post“). Vorzugs- und Wahlpflicht wurden erst viel später eingeführt. Die unterschiedlichen Befugnisse der beiden Kammern des Parlaments orientierten sich am Vorbild des britischen Parlaments, sodass das House of Assembly als die demokratischere Kammer angesehen wurde. In diesem Haus mussten finanzielle Gesetzentwürfe in das Parlament eingebracht werden.
Die Verfassung von 1857 ist im Großen und Ganzen immer noch die Verfassung, nach der Südaustralien heute regiert wird, aber zwischen 1857 und heute gab es auch einige wichtige Änderungen wie die Einführung des Frauenwahlrechts, die Reform des Wahlrechts für den Legislativrat, gleiche Wahlkreise sowie Änderungen bei der Stimmabgabe durch Einführung einer Pflicht-, Vorzugs- und bedingten Stimmabgabe sowie Herabsetzung des Wahlalters.

#### Die ersten Wahlen
Am 9. März 1857 fanden für beide Kammern des neuen Parlaments Wahlen statt. Für das House of Assembly kandidierten 57 Kandidaten für die 36 Sitze, verteilt auf 17 Wahlkreise mit mehreren Mitgliedern. Bei sieben Sitzen gab es keinen Wettbewerb. Genau die richtige Anzahl an Kandidaten stellte sich zur Wahl. Nachdem die Nominierungen offiziell registriert worden waren, gab es für diese Sitze keinen weiteren Wahlkampf mehr. Für die verbleibenden 10 umstrittenen Sitze fanden Wahlen statt. Für den Legislativrat sollten 18 Mitglieder gewählt werden, die die Kolonie als Ganzes repräsentierten. Die Zeitungen betonten die historische Bedeutung des Anlasses. 
- „Die politischen und administrativen Veränderungen, die wir herbeigeführt haben, kommen einer organischen Revolution gleich, obwohl sie im ruhigsten und friedlichsten Geist durchgeführt wurden, und die Menschen sind in der Freude über ihren Triumph ebenso gemäßigt wie loyal und gemäßigt in ihren Forderungen.“
  - „The political and administrative changes we have wrought, though achieved in the calmest and most peaceful spirit, amount to an organic revolution, and the people are as temperate in the enjoyment of their triumph as they are loyal and moderate in their demands.“[6]

Der Wahlkampf verlief geordnet und ruhig. Nach der neuen Verfassung war es Kandidaten nicht gestattet, an politischen Versammlungen in den Bezirken teilzunehmen, in denen sie antraten. Daher gab es in den Zeitungen viele Debatten darüber, was ein politisches Treffen sei und ob Kandidaten durch die Teilnahme an anderen Arten von Treffen gegen die Vorschriften verstoßen hätten. Es gab keine politischen Parteien oder politischen Plattformen. Die Kandidaten veröffentlichten einfach tagelang Briefe in den Zeitungen, in denen sie ihre Philosophie und ihre Leistungen im öffentlichen Dienst darlegten. Die Zeitungen hatten ihren Lesern ausführliche Informationen über die Funktionsweise des neuen Systems gegeben und die Wähler ermutigt, hinauszugehen und ihre neuen Pflichten zu erfüllen. Anstatt die von ihnen gewählten Kandidaten zu markieren, strichen die Wähler die Namen derjenigen durch, die sie nicht unterstützten. Dies führte zu einer hohen Anzahl informeller Abstimmungen und wurde daher später auf das derzeitige System zur Markierung des bevorzugten Kandidaten umgestellt.
- „Wir müssen uns nicht mit der Wichtigkeit der Pflicht befassen, die jeder echte Kolonist heute erfüllen muss; wir fordern ihn lediglich auf, die Verdienste der verschiedenen Kandidaten sorgfältig abzuwägen… und dann… die schlechten Namen auszumerzen mit einer guten, kühnen Hand.“
  - „We need not dwell upon the importance of the duty which every true colonist has to perform today; all we urge upon him is that he should well weigh the merits of the various candidates ... and then ... scratch out the bad names with a good bold hand.“[7]

Der Wahltag verlief ruhig und erfolgreich, in einer ernsten Atmosphäre. Eine Enttäuschung war die geringe Wahlbeteiligung. Das SA Register schätzte, dass weniger als ein Viertel der Wahlberechtigten zur Wahl gingen.

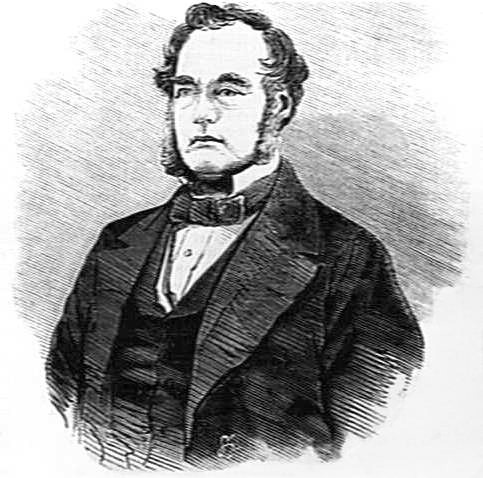
Boyle Finniss, der erste Premier von South Australia.

Die erste Sitzung des Parlaments trat am 22. April 1857 zum ersten Mal unter der Leitung von Premier Boyle Finniss zusammen. Dies war der erste Tag, an dem die Bevölkerung das Recht hatte, Selbstverwaltung auszuüben. Das Parlament wurde um 13 Uhr von Benjamin Boothby, amtierender Oberster Richter, eröffnet. Der Legislativrat wählte seinen Präsidenten und das House of Assembly seinen Sprecher, bevor der Gouverneur vor beiden Kammern das geplante Gesetzgebungsprogramm des neuen Regierung vorstellte. Vor dem Parlament wartete eine Menge von etwa tausend Zuschauern auf die Ankunft des Gouverneurs. Am Ende des Tages äußerten sich sowohl die Zeitungen „SA Register“ als auch die „Adelaide Times“ zu der gewalttätigen Sprache in einem Großteil der Debatte. Das vom vorherigen Legislativrat genutzte „Alte Parlamentsgebäude“ konnte das neue Parlament nicht beherbergen, sodass nach einer zehnwöchigen Renovierung die doppelte Grundfläche sowie Galerien für Presse und Zuschauer geschaffen wurden. Der Legislativrat tagte im renovierten Erdgeschoss, während das größere House of Assembly im Obergeschoss tagte, der ursprünglich 1855 für den erweiterten Legislativrat gebaut wurde. Diese Situation führte dazu, dass das Unterhaus des südaustralischen Parlaments tatsächlich über dem Oberhaus saß. Diese Regelung blieb bis 1889 bestehen, als der neue Sitzungssaal des House of Assembly Chamber im Parliament House fertiggestellt wurde.

### Erweiterung der Demokratie
Einer der wichtigen Grundsätze der Demokratie ist neben „Eine Person, eine Stimme“ („one person, one vote“) der Grundsatz „Eine Stimme, ein Wert“ („one vote, one value“). Als 1856 die Wahlgrenzen für Südaustralien festgelegt wurden, glaubten die Verfassungsgeber, dass sie so weit wie möglich die gleiche Anzahl von Menschen repräsentieren sollten, dass sie aber auch Gruppen repräsentieren sollten, die ähnliche geografische, wirtschaftliche oder Klasseninteressen teilten. Der Haupteffekt davon war, dass das Wahlsystem den Wählern, die außerhalb von Adelaide lebten, zusätzliches politisches Gewicht verlieh. Dies basierte auf der Überzeugung, dass die Wirtschaft Südaustraliens auf den ländlichen Produzenten beruhte und diese daher ein größeres Mitspracherecht in der Politik des Staates haben sollten. 1932 wurde die Überrepräsentation des ländlichen Raums als Teil des Koalitionsvertrags zwischen der Liberal Union und der Country Party in das Wahlgesetz aufgenommen. Dies garantierte, dass es für jeden Stadtsitz zwei Sitze auf dem Land gab – Parteien, die ihre Hauptunterstützung in den Städten hatten, mussten also doppelt so viele Stimmen erhalten, um an die Regierung zu gelangen, wie ihre Rivalen mit einer Basis auf dem Land. Dieses System blieb bestehen, bis es 1975 durch eine Verfassungsänderung abgeschafft wurde. Der Grundsatz „eine Stimme, ein Wert“ wurde dann zum obersten Grundsatz für Wahlumverteilungen gemacht. Diese Verfassungsreform machte die Wahlkommission (Electoral Commission) auch unabhängig vom Parlament und von Politikern.

### Frauen in der Politik: Ein Überblick

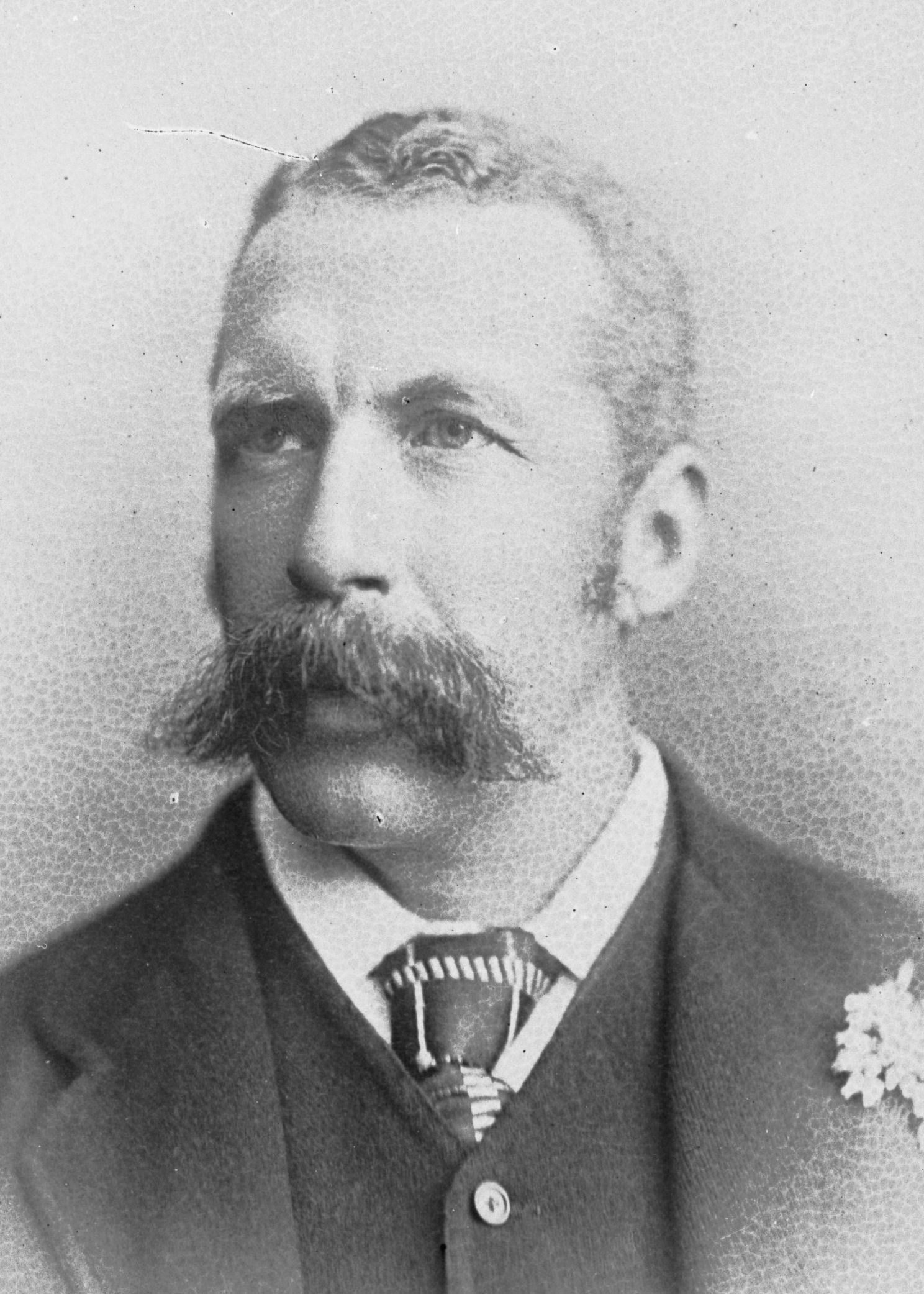
Sir Edward Charles Stirling brachte 1885 im Parlament eine Resolution zur Unterstützung des Frauenwahlrechts ein.

Die State Library of South Australia verfügt über eine umfangreiche Berichterstattung über Frauen in der Politik anlässlich des 100. Jahrestages des Frauenwahlrechts im Jahr 1994, einschließlich der Geschichte des Frauenwahlrechts und von Frauen in der Politik. Frauen in South Australia erhielten 1894 das Wahlrecht und wählten zum ersten Mal bei den Wahlen am 25. April 1896. Südaustralien war die erste Kolonie Australiens und erst die vierte Kolonie weltweit, in der Frauen das Wahlrecht erhielten. Südaustralische Frauen erhielten auch das liberalste Wahlrecht. Alle erwachsenen Frauen hatten das Wahlrecht. Es gab keine Alters- oder Familienstandsbeschränkung wie in den anderen Ländern, in denen Frauen das Wahlrecht hatten. Auf der Isle of Man beispielsweise durften nur unverheiratete Frauen wählen. South Australia war von politischen Idealisten gegründet worden. Es hatte eine Tradition des Engagements für Demokratie und politische Repräsentation. Es gab eine Tradition, dass einige Frauen wählen durften. Seit 1861 hatten Frauen, die Eigentum besaßen und Gemeindebeiträge zahlten, das Recht, an Kommunalwahlen teilzunehmen. Ferner wurde Bildung für Mädchen in Südaustralien schon immer stark unterstützt, wobei die erste öffentliche weiterführende Schule in Australien war die Advanced School for Girls in Adelaide war. Als die University of Adelaide 1876 gegründet wurde, wurden Frauen zum Studium zugelassen und die südaustralische Regierung bestand darauf, gegen den Willen der britischen Regierung ein Gesetz zu verabschieden, das es Frauen erlaubte, Abschlüsse zu erwerben. Die Anwesenheit gebildeter Frauen in South Australia war eines der Hauptargumente dafür, ihnen das Wahlrecht zu geben. Die Idee von „Stimmen für Frauen“ („votes for women“) wurde in Südaustralien seit den 1860er Jahren diskutiert. Die Kampagne begann ernsthaft im Jahr 1888, als bei einer öffentlichen Versammlung in Gawler Place die Women’s Suffrage League gegründet wurde. Die Liga wurde von einer Gruppe engagierter Frauen mit starken Persönlichkeiten, viel Energie und Organisationstalent gegründet. In den nächsten sechs Jahren führte die Liga eine energische Aufklärungs- und Lobbykampagne durch. Sie arbeiteten mit einer Reihe einflussreicher Organisationen zusammen, die auch starke Befürworter des Frauenwahlrechts waren – insbesondere der Abstinenzbewegung und der Gewerkschaftsbewegung. Sie erhielten Unterstützung von einer großen Zahl prominenter Männer aus Politik, Religion und öffentlichen Angelegenheiten. Mitglieder der Liga reisten durch ganz Südaustralien und sprachen bei öffentlichen Versammlungen und Versammlungen in der Kirche und veranstalteten sogar Nachmittagsteetreffen für Frauen, die nicht zu öffentlichen Versammlungen kamen. Die damaligen Zeitungen gaben der Kampagne reichlich Publizität.
1885 brachte Sir Edward Charles Stirling im Parlament eine Resolution zur Unterstützung des Frauenwahlrechts ein. Es wurde verabschiedet, aber nicht umgesetzt. In den nächsten neun Jahren wurden sechs Gesetzentwürfe erfolglos ins Parlament eingebracht. 1894 wurde der endgültige und erfolgreiche Gesetzentwurf eingebracht und vom Parlament verabschiedet. Da es einer Verfassungsänderung bedurfte, musste es in beiden Kammern des Parlaments über eine absolute Mehrheit verfügen. Fast zufällig erhielten Frauen auch das Recht, sich für die Wahlen ins Parlament zu bewerben. Der Gesetzentwurf von 1894 enthielt eine Klausel, die Frauen daran hinderte, Parlamentsmitglieder zu werden. Ebenezer Ward, ein entschiedener Gegner des Frauenwahlrechts, hat sich in der zweiten Lesung erfolgreich dafür eingesetzt, dass dieses Wahlrecht gestrichen wird, in der Hoffnung, es würde für Frauen so lächerlich erscheinen, Abgeordnete im Parlament zu sein, dass der gesamte Gesetzentwurf abgelehnt würde. Aber die Änderung wurde akzeptiert, so dass die Frauen in Südaustralien im Parlament völlig gleichberechtigt mit den Männern waren. Der Gesetzentwurf wurde 1895 in Kraft gesetzt, und am 25. April 1896 stimmten erstmals Frauen bei Wahlen in South Australia. Nachdem die Frauen das Wahlrecht gewonnen hatten, hatte dies erhebliche Auswirkungen auf die Ereignisse in Südaustralien und im Rest Australiens.

### Südaustralische Ureinwohner und Parlament
Als das Parlament 1857 gegründet wurde, waren alle erwachsenen Männer, die seit sechs Monaten in der Kolonie registriert waren, wahlberechtigt. Dazu gehörten auch Aborigine-Männer, obwohl es unwahrscheinlich ist, dass dies die Absicht der Männer war, die die Verfassung verfasst haben. Es gibt keine Aufzeichnungen darüber, dass sich in den frühen Tagen des Parlaments Aborigine-Männer als Wähler registriert haben. Als die Frauen 1894 das Wahlrecht erhielten, wurden auch die Aborigine-Frauen einbezogen. In der Ngarrindjeri-Mission in Point McLeay bestanden einige Aborigine-Frauen darauf, sich in das Wählerverzeichnis einzutragen und an der Wahl von 1896 teilzunehmen, obwohl sie vom weißen Leiter der Mission aktiv davon abgehalten wurden. Es waren mehr als 100 Personen auf der Liste, und mehr als 70 von ihnen stimmten in diesem Jahr ab. Bis zum Ende des 19. Jahrhunderts hatten die Aborigines in allen Kolonien außer Western Australia und Queensland das Wahlrecht, aber nur in South Australia hatten sich einige Aborigines tatsächlich eingeschrieben und gewählt. 
Als die australischen Kolonien die Verfassung von Australien ausarbeiteten, war eine wichtige Frage, wer das Wahlrecht bei Bundeswahlen haben sollte, da jede Kolonie unterschiedliche Regelungen für das Wahlrecht hatte. Insbesondere wurde darüber debattiert, ob Frauen und Aborigines wahlberechtigt sein sollten. Dies hing auch mit der Debatte über die Einbeziehung der Aborigines in die australische Volkszählung zusammen. Die südaustralische Delegation im Verfassungskonvent und das South Australian House of Assembly plädierten beide dafür, dass Aborigines bei der australischen Volkszählung berücksichtigt werden sollten, da sie sonst Gefahr laufen würden, ihr Wahlrecht zu verlieren. Robert Caldwell argumentierte, dass es sinnvoll sei, sie auszuschließen. Die südaustralischen Argumente wurden allerdings zurückgewiesen und die Aborigines wurden von der Volkszählung ausgeschlossen. Die wichtigsten Unterstützer des Australischen Bundes und künftigen Premierminister Australiens, Edmund Barton und Alfred Deakin, versicherten den Südaustraliern, dass das Wahlrecht der Aborigines weiterhin geschützt bleiben würde, und Klausel 41 wurde in die neue Verfassung eingefügt, die vorsah, dass alle Menschen, die Stimmrecht im Bundesstaat hatten, auch im Commonwealth Stimmrecht haben sollten. 
1902 verabschiedete das Commonwealth ein Franchise-Gesetz, das in ganz Australien einheitliche Stimmrechte einführte. Dazu gehörte eine Klausel, die allen „Nicht-Weißen“ („non-whites“) das Wählen verbot, mit Ausnahme derjenigen, die bereits über staatliche Stimmrechte verfügten. Aborigines wurden in die Definition der „Nicht-Weißen“ einbezogen. Dies hätte zumindest das Wahlrecht der Aborigines in Staaten schützen sollen, in denen sie an Wahlen zu Staatsparlamenten teilnehmen konnten. Doch im Laufe der Jahre führten Debatten über die Auslegung der Verfassung und die Entscheidungen der Wahlbeamten dazu, dass viele Aborigines ihr Wahlrecht bei Bundeswahlen verloren, darunter 1933 auch elf langjährige Wähler in Point McLeay. Nachdem der Druck, der Diskriminierung ein Ende zu setzen, zunahm, sicherten sich die Aborigines schließlich 1962 das Wahlrecht bei den Bundeswahlen. 1967 erhielten die Aborigines nach einem Referendum die vollen Staatsbürgerrechte und mussten endlich bei der Volkszählung gezählt werden. Die erste Aborigine-Kandidatin für das Parlament von South Australia war Ruby Hammond, die 1988 – allerdings erfolglos – kandidierte. 1976 wurde Pastor Sir Douglas Nicholls zum Gouverneur von Südaustralien ernannt und damit zum ersten Aborigine, der als Gouverneur eines australischen Staates fungierte.

### Südaustraliens Beitrag zur Föderation
Politiker Südaustraliens sahen viele Vorteile für eine kleine Kolonie darin, Teil einer Föderation zu sein. Sie unterstützten ihn nachdrücklich und spielten eine herausragende Rolle in den Diskussionen und Tagungen im Vorfeld der Föderation. South Australia wählte einige seiner ranghöchsten und erfahrensten Politiker zu Delegierten der Konventionen und seine Delegation galt als eine der fähigsten. Die erste Sitzung des ersten Konvents zur Vorbereitung des Australischen Bundes fand in Adelaide statt. Alle Mitglieder der südaustralischen Delegation leisteten wichtige Beiträge und einige spielten eine herausragende Rolle in den Debatten des Konvents. Bekannte Persönlichkeiten waren:
- Thomas Playford II und John Cox Bray waren Vertreter auf der Konvention von 1891.[22][23]
- Charles Kingston war Präsident des Konvents von 1897 bis 1898 und spielte eine entscheidende Rolle zum Einsatz von Referenden zur Änderung der Verfassung sowie zur Formel für die Zusammensetzung der Kammern des Parlaments.[24]
- John Cockburn war ein Progressiver, der sich für die Rechte des Staates einsetzte und sich für das Wahlrecht der Aborigines aussprach.[25]
- Sir John Downer entwarf Teile der Verfassung.[26]
- John Jenkins war der einzige aus den USA stammende Premierminister von South Australia, der sein Wissen über die amerikanische Verfassung einbrachte und unter anderem darauf hinwies, dass eine Konföderation nicht funktionieren würde.[27]
- Catherine Helen Spence war die erste Frau in Australien, die als politische Kandidatin auftrat, als sie bei der Wahl für das Australische Repräsentantenhaus – wenngleich erfolglos – kandidierte.[28]

Alle südaustralischen Delegierten schlossen sich zusammen, um die endgültigen Resolutionen des Übereinkommens von 1897/98 zu unterstützen. Obwohl sie sich über einige der Details, die sie in der Bundesverfassung sehen wollten, nicht einig waren, unterstützten Politiker beider Seiten der südaustralischen Politik die Föderation. Unter dieser politischen Führung unterstützte die Bevölkerung Südaustraliens die Föderation in den beiden Referenden 1898 und 1899 nachdrücklich. Die Delegation von South Australia war maßgeblich dafür verantwortlich, dass Frauen in der neuen Nation das Wahlrecht erhielten. Sie plädierten stark dafür und drohten, Südaustralien aus der Föderation herauszuziehen, wenn dies nicht aufgenommen würde. Es gelang ihnen jedoch nicht, die anderen Staaten davon zu überzeugen, ein klares Wahlrecht für Aborigines bei Bundeswahlen einzuführen.

### Meilensteine
Südaustralien hat eine bemerkenswerte Liste parlamentarischer „Premieren“ erreicht. Es war in Australien oder weltweit führend bei vielen Reformen durch Gesetzgebung und anderen Änderungen an unserem Regierungssystem, insbesondere bei der Schaffung eines demokratischen Regierungssystems und der Ausweitung der politischen und sozialen Rechte seiner Bürger bei Demokratie und Menschenrechten im 19. Jahrhundert:
| Jahr         | Ereignisse |
| ------------ | --- |
| 1830er Jahre | Die Gründung Südaustraliens verkörperte Ideen der sozialen und politischen Freiheit, die zu den fortschrittlichsten ihrer Zeit gehörten. Ländereien der Krone wurde verkauft, nicht verschenkt. Das gesammelte Geld wurde verwendet, um die Einwanderung von Armen zu finanzieren, eine Arbeiterklasse zu schaffen und eine Klasse von Freibauern zu fördern. In der Kolonie gab es keine vorherrschende Religion und keine staatliche Kontrolle über die Religion. South Australia wurde eine repräsentative Regierung versprochen, sobald es eine Mindestbevölkerungsgröße erreicht hatte. Die Unterstützung einer demokratischen Regierung und der Religionsfreiheit blieb in der Kolonie eine starke Kraft. |
| 1840         | Die Stadt Adelaide ist der erste gewählte Stadtrat in Australien. |
| 1844         | Südaustralien ist die erste australische Kolonie, die die gesetzliche Regelung eingeführt hat, dass Aussagen von Aborigines vor Gericht akzeptiert werden können. |
| 1851         | Der neue, teilweise gewählte Legislativrat beendet die staatlichen Religionsbeihilfen – der erste Teil des britischen Empire, der die Verbindungen zwischen Regierung und Kirche abbricht. |
| 1856         | Die neue demokratische Verfassung Südaustraliens ist eine der demokratischsten der Welt, vor den anderen australischen Kolonien, dem Vereinigten Königreich und den meisten europäischen Ländern. Es enthält: Wahlrecht für erwachsene Männer (einschließlich Aborigine-Männer). Geheime Abstimmung. Keine Mehrheitswahl. Keine Eigentumsvoraussetzung für Mitglieder des House of Assembly Eine relativ niedrige Eigentumsqualifikation für Mitglieder des Legislativrates |
| 1876         | Südaustralien ist der erste Teil des britischen Empire, der Gewerkschaften legalisiert. |
| 1891         | Vier Kandidaten der United Labor Party werden ins Parlament gewählt, die ersten unterstützten Labor-Mitglieder in Australien. |
| 1894         | Das Parlament verabschiedet das Verfassungsänderungsgesetz und South Australia ist die erste Kolonie in Australien und die vierte Kolonie weltweit, die erwachsenen Frauen das Wahlrecht gewährt, und die erste Kolonie weltweit, die ihnen das Recht gewährt, als Parlamentsabgeordnete zu kandidieren. Das Wahlrecht gilt auch für Aborigine-Frauen. |
| 1896         | Zum ersten Mal in Australien und zum zweiten Mal weltweit wählen Frauen bei allgemeinen Wahlen. |
| 1910         | Die Regierung von John Verran ist die erste vollständige Labor-Regierung der Welt. |
| 1966         | Der Aboriginal Affairs Act hebt viele Vorschriften auf, die die bürgerlichen Freiheiten der Aborigines einschränkten, einschließlich ihres Rechts, sich mit Nicht-Aborigines zu vermischen. |
| 1966         | Das Antidiskriminierungsgesetz (Prohibition of Discrimination Act) verbot Diskriminierung aufgrund von Rasse, Hautfarbe oder Herkunftsland. |
| 1966         | Der Aboriginal Lands Trust wurde gegründet, um für die Aborigines erworbenes Land zu verwalten. |
| 1975         | Das Gesetz zur Diskriminierung aufgrund des Geschlechts (Sex Discrimination Act) wird verabschiedet und macht Diskriminierung aufgrund des Geschlechts, des Familienstands oder der Sexualität bei der Bereitstellung von Waren, Dienstleistungen, Beschäftigung, Bildung und Unterkunft ungesetzlich. |
| 1975         | Es entsteht eine Gleichstellungsstelle für den öffentlichen Dienst. Das Parlament entkriminalisiert homosexuelle Handlungen zwischen einwilligenden Erwachsenen im privaten Rahmen. |
| 1975         | Das Familienbeziehungsgesetz (Family Relationships Act) schafft die Rechtsfolgen der Unehelichkeit ab. |
| 1976         | Das Rassendiskriminierungsgesetz (Racial Discrimination Act) macht Diskriminierung aus Gründen der Rasse rechtswidrig. |
| 1976         | Vergewaltigung in der Ehe wird unter Strafe gestellt. |
| 1976         | Das Pitjantjatjara Land Rights Act verleiht den Völkern Pitjantjatjara und Yankunytjatjarra unveräußerliches Eigentumsrecht über 100.000 km² ihres Landes. |
| 1991         | Südaustralien ist der erste australische Staat, der Diskriminierung aufgrund des Alters rechtswidrig erklärt. |

## Das Parlamentsgebäude(The Parliament House)
Der erste Regierungsrat hielt seine Sitzung von 1836 bis 1843 in einem Wohnzimmer im Government House ab, eine praktische Vereinbarung, da der Rat vom Gouverneur geleitet wurde und nur aus fünf Mitgliedern bestand. Mit der Erweiterung des Rates und der vorgeschlagenen Zulassung von Fremden als Zeugen der Verhandlungen wurde ein größerer Versammlungsort notwendig. Als Standort für das neue Gebäude wurde North Terrace gewählt, unmittelbar westlich des heutigen Geländes des Parlamentsgebäudes. Die neu errichtete Kammer war ein Ziegelbau mit Schieferdach und bestand aus einem einzigen Raum mit einer Galerie für fünfzig Personen und reservierten Sitzplätzen für Reporter. Der neue Sitzungssaal wurde am 10. Oktober 1843 eröffnet, als inoffizielle Mitglieder (im Gegensatz zu den ernannten offiziellen Mitgliedern) zum ersten Mal ihre Plätze einnahmen. Dies war für die nächsten zwölf Jahre der Tagungsort des Rates.

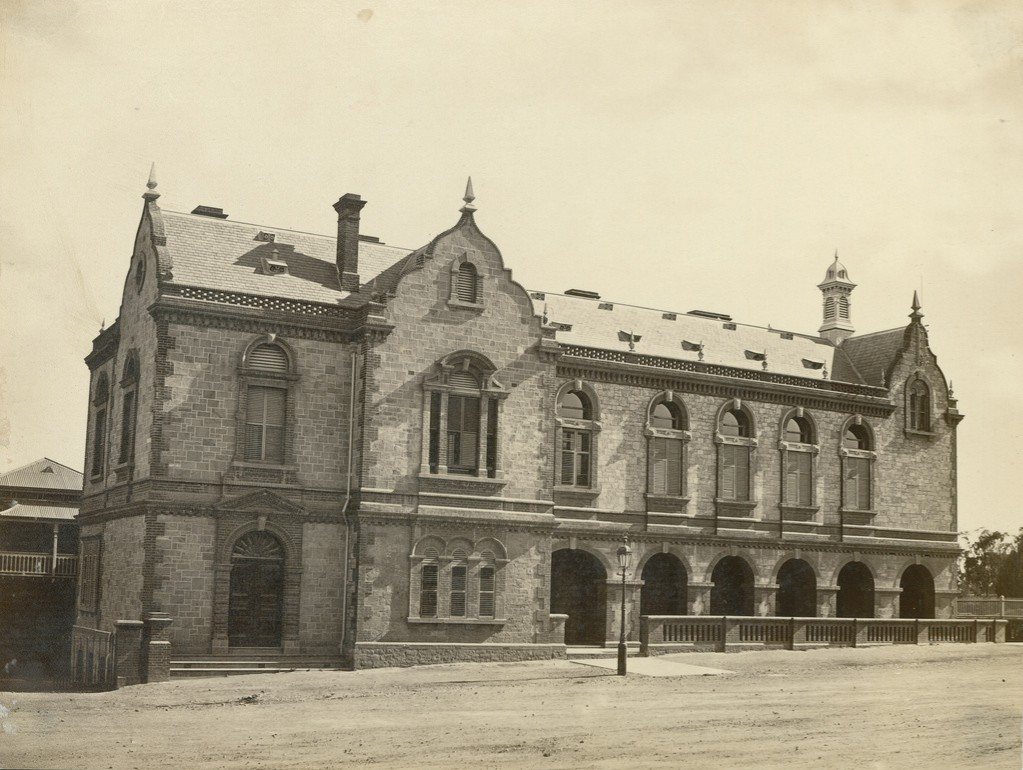
Das Old Parliament House in Adelaide (1872).

Mit der Vergrößerung der Mitgliederzahl auf 24 wurde das Gebäude zu klein. Eine neue zweistöckige Erweiterung der ersten Kammer aus Stein und Ziegeln wurde etwa im Juli 1855 für insgesamt 17.000 £ fertiggestellt. Der Legislativrat trat am 1. November 1855 zum ersten Mal im neuen Gebäude (im Obergeschoss) zusammen. Dieses Gebäude wurde restauriert und steht noch. Ab 1857 teilte sich der Legislativrat dieses Parlamentsgebäude mit dem neu geschaffenen House of Assembly. 1874 ernannte der Gouverneur Anthony Musgrave eine Kommission, die die im Wettbewerb für das neue Parlamentsgebäude eingereichten Entwürfe prüfen und darüber Bericht erstatten sollte, und es wurde ein erfolgreicher Entwurf ausgewählt. Es wurde beschlossen, für das Gebäude lokales Material zu verwenden – Marmor aus Kapunda und Granit von West Island in der Nähe von Victor Harbor. Die Arbeiten am heutigen Standort, unmittelbar östlich des damals bestehenden Hauses, begannen und wurden 1889 abgeschlossen. Die Gesamtkosten für den neuen Sitzungssaal des House of Assembly, einschließlich Möbel und Ausstattung, beliefen sich auf 165.404 £. Am 5. Juni 1889 nahmen 1200 Gäste an der feierlichen Eröffnung des neuen Gebäudes durch den Sprecher des House of Assembly, John Cox Bray teil und am folgenden Tag fand die erste Sitzung im neuen Sitzungssaal statt. Der ehemalige Versammlungssaal im alten Gebäude wurde in eine Parlamentsbibliothek umgewandelt.

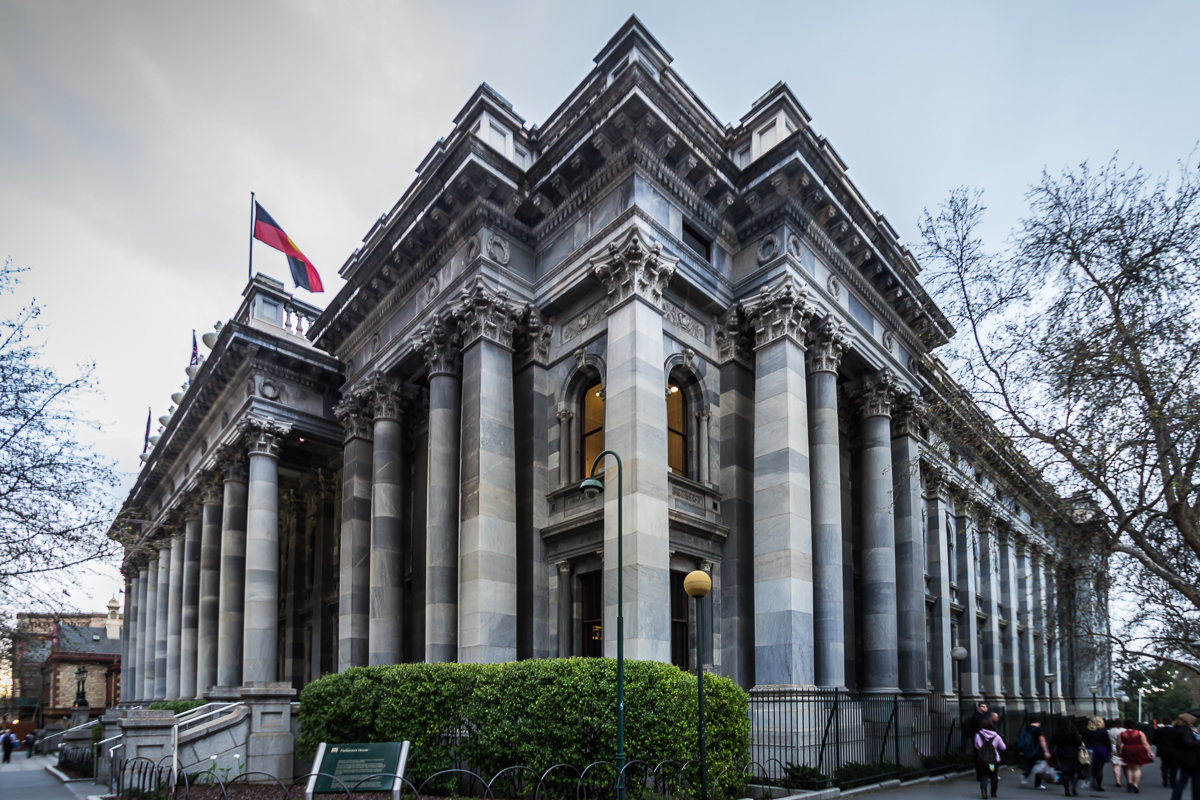
Das neue Parliament House, der Sitz des Parlaments von South Australia.

Die Frage nach der Fertigstellung des Ostflügels des neuen Parlamentsgebäudes wurde im Laufe der Jahre mehrfach aufgeworfen, doch erst 1913 erstellte die Oberarchitektenabteilung Skizzenpläne für dieses Projekt. Diese Skizzen wurden von einem gemeinsamen Ausschuss beider Kammern genehmigt, die Arbeiten verzögerten sich jedoch nach dem Ausbruch des Ersten Weltkrieges. Das Parlamentsgebäude in seiner heutigen Form wurde schließlich anlässlich des 100. Staatsjubiläums fertiggestellt. Das Projekt diente auch dazu, Hunderten von Menschen während der Weltwirtschaftskrise Arbeit zu verschaffen. Zu diesem Zweck spendete der Philanthrop Sir John Langdon Bonython, ehemaliges Mitglied des Australischen Repräsentantenhauses und einer der größten Wohltäter des Staates, 100.000 Pfund. Pläne für die Fertigstellung des Gebäudes wurden 1934 ausgearbeitet und gegenüber dem Plan, der 1913 vom Gemischten Ausschuss genehmigt worden war, geringfügig abgeändert. Die Arbeiten am neuen Flügel begannen im März 1936, dem Jahr des 100-jährigen Bestehens des Bundesstaates. Um mit dem Flügel von 1889 zu harmonieren, wurden erneut West-Island-Granit und Kapunda-Marmor verwendet. Die Gesamtkosten für den neuen Flügel betrugen 241.887 £. Das fertiggestellte Gebäude, einschließlich der neuen Legislativratskammern, wurde am 5. Juni 1939, genau fünfzig Jahre nach der Eröffnung des Westflügels, vom Generalgouverneur von Australien und ehemaligen Gouverneur von Südaustralien, Alexander Hore-Ruthven, 1. Baron Gowrie, eröffnet.

## Vorsitzende und Beamte des Parlaments
Es gibt zwei Kategorien von Parlamentsbeamten. Vorsitzende sind tatsächliche Mitglieder des Parlaments: der Präsident des Legislativrates, der Sprecher der Legislativversammlung und Vorsitzende der Ausschüsse. Zu den ständigen Beamten zählen der Sekretär der beiden Kammern und seine Mitarbeiter, die keine Parlamentsmitglieder sind.

### Vorsitzende
Der Präsident des Legislative Council und der Sprecher des House of Assembly werden von allen Mitgliedern ihrer jeweiligen Parlamentskammern gewählt, nicht nur von den Regierungsmitgliedern. Sie fungieren als Vorsitzende der Kammern des Parlaments. Ihre Funktionen lassen sich in zwei Hauptkategorien einteilen. Sie sind die Sprecher ihrer Kammer in den Beziehungen zur Krone, zur jeweils anderen und anderen Behörden und Personen außerhalb des Parlaments. Zweitens leiten sie die Debatten und setzen die Regeln zur Aufrechterhaltung der Ordnung durch. Es ist sehr wichtig, dass der Präsident und der Sprecher als unparteiisch und maßgeblich angesehen werden. Bei formellen Anlässen können sowohl der Präsident als auch der Sprecher eine zeremonielle Kleidung mit einer Perücke und einer schwarzen Amtsrobe aus Seide oder Satin mit Spitze am Hals und an den Handgelenken tragen. An normalen Sitzungstagen trägt der Präsident einen Talar und der Sprecher kann sowohl die Perücke als auch den Talar tragen. 
Der Präsident übt die Doppelpflichten des Präsidenten und des Vorsitzenden der Ausschüsse im Legislativrat aus. Wie der Sprecher wird auch der Vorsitzende der Ausschüsse (der auch stellvertretender Sprecher ist) im House of Assembly von den Mitgliedern dieses Hauses gewählt. Der Vorsitzende der Ausschüsse führt den Vorsitz, wenn sich die Legislativversammlung zu einem Ausschuss aller Mitglieder zusammenschließt, um Gesetzesentwürfe zu prüfen. Der Vorsitzende der Ausschüsse trägt keine besondere Kleidung, eine Tatsache, die die relative Informalität der Beratungen des Ausschusses unterstreicht, wenn Mitglieder mehr als einmal zu einer bestimmten Frage sprechen dürfen, die Debatte jedoch unbedingt mit der Klausel oder Änderung vor dem Ausschuss zusammenhängen muss.

### Ständige Beamte des Parlaments
Es gibt vier ständige Hauptbeamte des Parlaments: der Clerk of the Legislative Council, der Clerk of the House of Assembly, der Deputy Clerk of the Legislative Council (der auch „Usher of the Black Rod“ ist) und der Deputy Clerk of the House of Assembly (der auch der „Serjeant-at-Arms“ ist). Die Beamten und ihre Mitarbeiter in jeder Kammer sorgen für die ständige Verwaltung des Parlaments, dessen Zusammensetzung sich ändern kann. Eine ihrer Hauptaufgaben besteht darin, den Präsidenten oder Sprecher, Minister und Mitglieder über das parlamentarische Verfahren zu beraten. Sie sind für die Zusammenstellung der Tagebücher des Parlaments verantwortlich und die Verwalter aller dem Parlament vorgelegten Unterlagen und Dokumente. Bei diesen Aufgaben werden sie von den stellvertretenden Sachbearbeitern (Deputy Clerks), Sachbearbeiterassistenten (Clerk-Assistants) und parlamentarischen Beamten (Parliamentary Officers) unterstützt.

## Parlamentarische Kammern
Die beiden Kammern des Parlaments sind das House of Assembly als Unterhaus sowie der Legislative Council als Oberhaus.

### DasHouse of Assembly

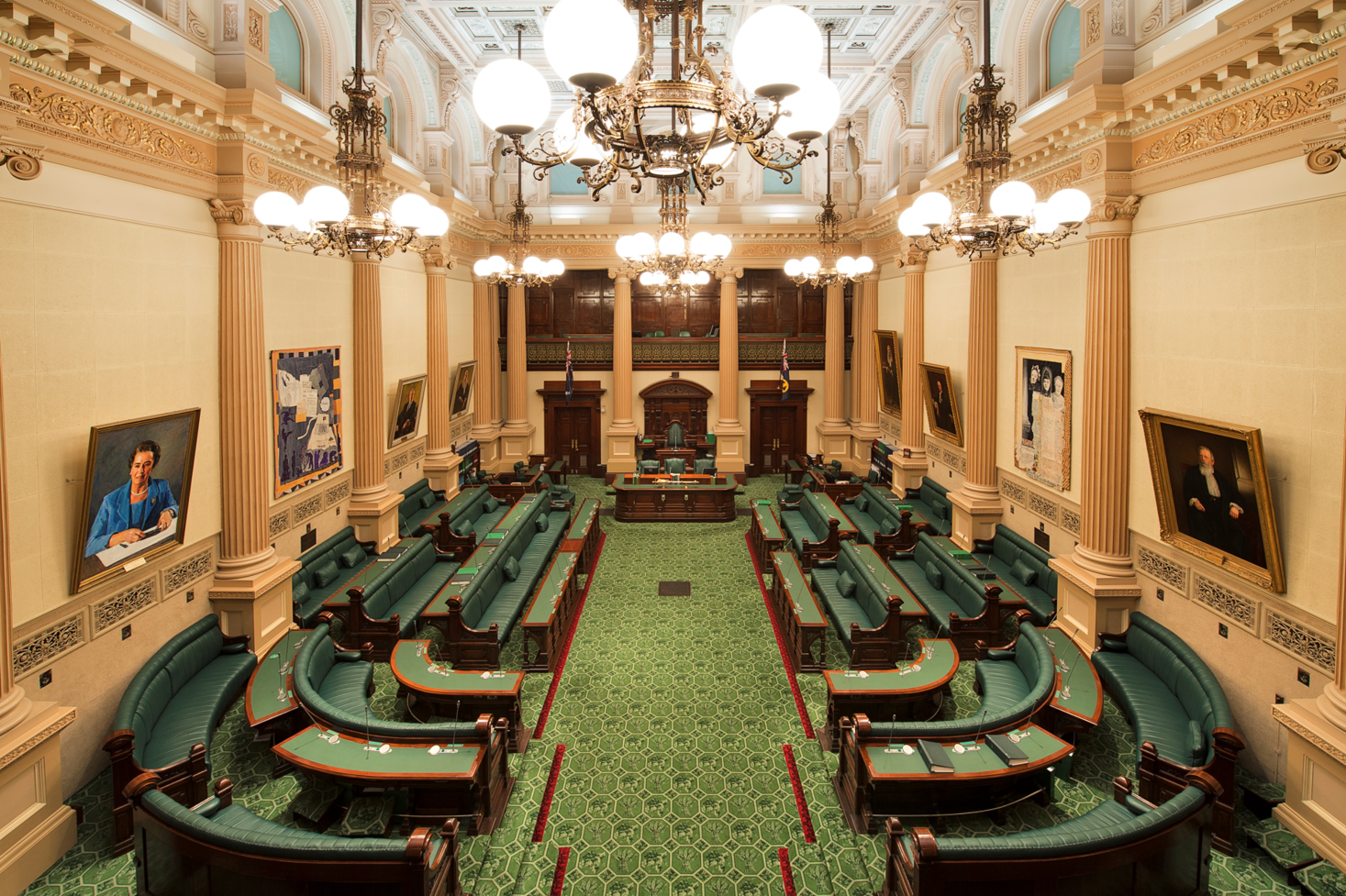
Der Sitzungssaal des House of Assembly, des Unterhauses des Parlaments.

Der Saal des House of Assembly hat sich seit der Fertigstellung des Westflügels 1889 nicht verändert. Seine hohen Wände, die wunderschön dekorierte Decke und die Ölporträts früherer Sprecher und Premierminister tragen zum Charme und unverwechselbaren Charakter des Saals bei. Der Aufbau der Kammer ist im traditionellen britischen Stil gehalten, mit den Regierungsbänken rechts vom Sprecher und den Oppositionsbänken links. Die Querbänke am südlichen Ende der Kammer sind gebogen und treffen auf den Gang, der vom Ende in die Kammer führt. Der Sprecher (Speaker) sitzt auf einem exquisit geschnitzten Stuhl auf einem Podest am nördlichen Ende des Saals. Am Tisch unter dem Stuhl des Sprechers befinden sich drei Stühle: Der rechte Stuhl des Sprechers wird vom Clerk, der mittlere Stuhl vom Vorsitzenden der Ausschüsse und der linke vom Deputy Clerk oder dem Serjeant-at-Arms genutzt. Oben auf dem Tisch befinden sich zwei Halterungen, in denen der Streitkolben (the Mace) ruht, wenn der Sprecher auf dem Stuhl sitzt. Wenn das Haus im Ausschuss sitzt, wird der Streitkolben vom Tisch genommen und auf zwei Stützen unter dem Tisch gelegt.
Die Kammermöbel sind aus Walnussholz mit Teakholzplatten. Die gerippte Polsterung und der Teppich mit seinem südaustralischen Motiv aus Trauben, Garben und Flechtwerk sind beide in traditionellem Grün gehalten. Eine weitere traditionelle Note wird durch die rote „Schwertstreifen“-Teppichbordüre hinzugefügt, die sich unmittelbar vor der Bank des Finanzministeriums und der vorderen Bank der Opposition befindet und in deren Gestaltung das charakteristische florale Emblem Südaustraliens, die Sturt Pea, integriert ist. Diese rote Grenze erinnert an gefährlichere Zeiten in der Geschichte des Unterhauses, als die Abgeordneten verpflichtet waren, mit beiden Beinen hinter einer roten Teppichgrenze zu bleiben, da das Überschreiten dieser Linie sie in die Lage versetzen würde, einen erfolgreichen Schwerthieb durchzuführen bei einem Mitglied auf der gegenüberliegenden Seite des Hauses. Während das Tragen von Schwertern in den Parlamentsgebäuden schon lange aufgehört hat, ist die Anwesenheit dieses Teppichstreifens im Sitzungssaal des House of Assembly eine sichtbare Erinnerung an die Quelle dieses parlamentarischen Erbes. Über dem Stuhl des Sprechers befinden sich die Galerien, auf denen sich die „Hansard“-Reporter (in der Mitte) und Medienreporter (auf beiden Seiten) befinden. Am südlichen Ende des Saals und hinter der Bar des Unterhauses befindet sich die Speaker’s Gallery. Mitglieder der Öffentlichkeit haben mit Genehmigung des Sprechers Zutritt zu dieser Galerie. Die Stranger’s Gallery befindet sich direkt über der Speaker’s Gallery und ist während der Sitzungen des Hauses für die breite Öffentlichkeit frei zugänglich.
Auf der vorderen Regierungsbank, bekannt als Bank des Finanzministeriums (Treasury bench), sitzen die Mitglieder des House of Assembly der Regierung in der Reihenfolge ihrer Rangfolge, wobei der Premierminister dem Sprecher am nächsten sitzt. Hinter der Bank des Finanzministeriums sitzen die Regierungsmitglieder. Direkt gegenüber dem Premierminister sitzt der Oppositionsführer und neben und hinter ihm Mitglieder seiner Partei. Andere Mitglieder, die weder direkt mit der Regierung noch mit Oppositionsparteien verbunden sind, sitzen auf den Querbänken auf der Oppositionsseite der Kammer. Jedem Mitglied wird ein bestimmter Sitz im Unterhaus zugewiesen. Dieser wird durch den Namen angezeigt, der auf dem Schreibtisch vor der Position aufgedruckt ist. Zur Verstärkung im Saal und in den Galerien stehen auf den Tischen Mikrofon- und Lautsprechersets zur Verfügung. 

### DerLegislative Council

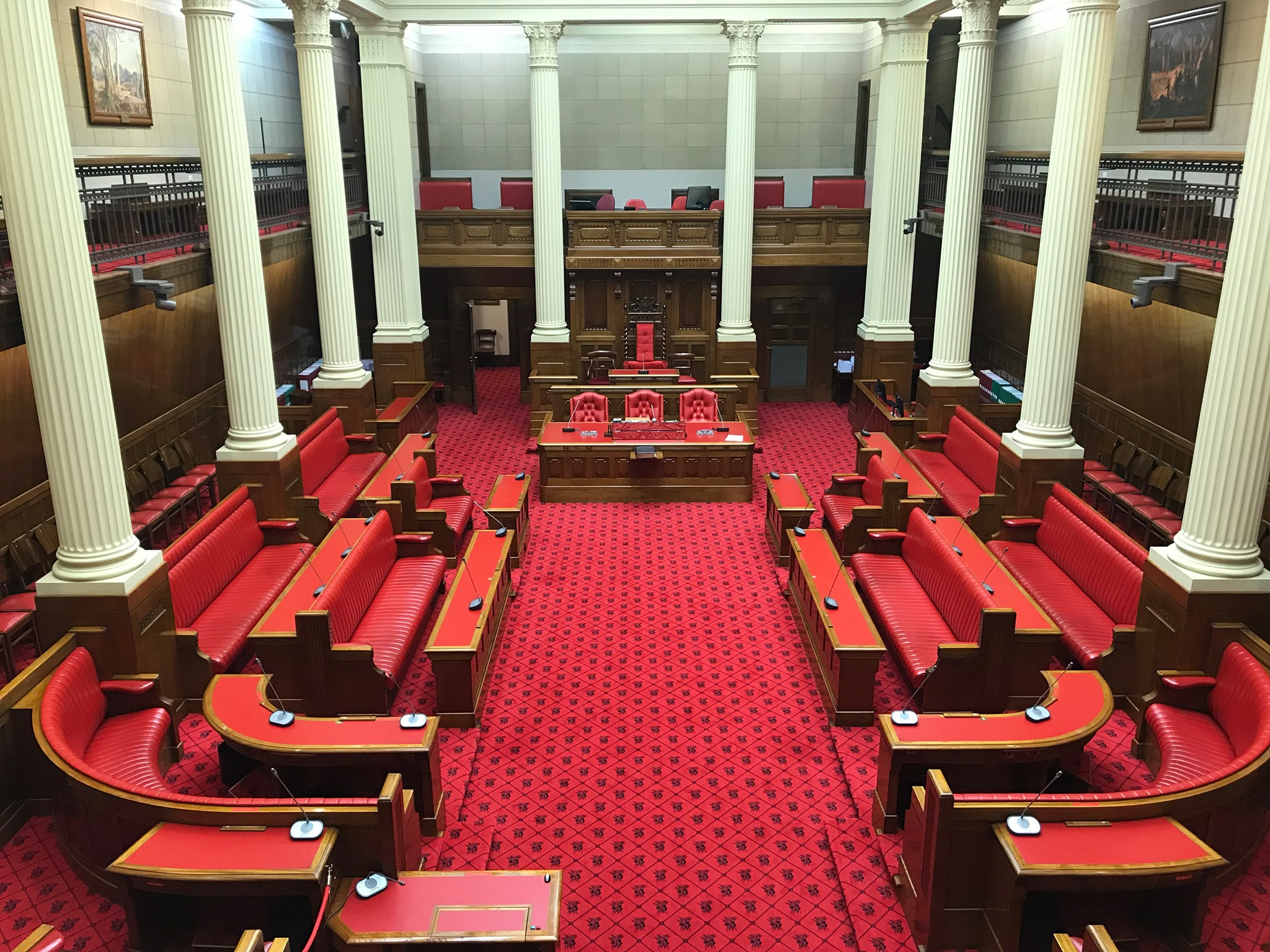
Der Sitzungssaal des Legislative Council, des Oberhauses des Parlaments.

Der Saal des Legislativrates wurde 1939 fertiggestellt. Seine Licht- und Akustikeigenschaften sind hervorragend und die schöne Täfelung aus Queensland-Ahorn und der traditionelle rote Teppich bereichern die Atmosphäre des „House of Review“. Galerien umgeben die Kammer auf drei Seiten auf der Bodenebene und auf allen vier Seiten auf der ersten Etage. Seine Gesamtabmessungen entsprechen denen des Sitzungssaales des House of Assembly. Der Vizekönigsthron (der auch der Stuhl des Präsidenten ist) am nördlichen Ende wird seit 1855 im Legislativrat verwendet. Er besteht aus Stieleiche, ist reich mit gotischen Verzierungen geschnitzt und der Sitz ist mit rotem Samt bezogen. Die Rückseite wird von spiralförmigen Säulen getragen, über denen das ebenfalls aus massiver Eiche geschnitzte königliche Wappen thront. Unter dem Podium des Präsidenten befindet sich der Tisch des Rates, mit dem Clerk auf der rechten Seite des Präsidenten und dem Deputy Clerk und Black Rod auf der linken Seite. Den mittleren Vorsitz übernimmt der Präsident in seiner Eigenschaft als Ausschussvorsitzender, wenn der Rat im Ausschuss sitzt. Während der Ratssitzung liegt der Stab des Black Rod in den Klammern an der Vorderseite des Ratstisches.
Auf der Vorderbank rechts vom Präsidenten sitzen die Minister des Legislativrates. Die Zuteilung der verbleibenden Sitze erfolgt auf der Grundlage der Zugehörigkeit eines Mitglieds zur Regierung oder zur Oppositionspartei, wobei Regierungsmitglieder die Sitze rechts vom Präsidenten besetzen. Im Sitzungssaal des Legislativrates wird jede Sitzung des Parlaments vom Vertreter des Souveräns (dem Gouverneur oder Vizegouverneur) in Anwesenheit von Mitgliedern beider Kammern eröffnet. 
Die Galerien auf beiden Seiten des Plenarsaals direkt hinter den Abgeordnetenbänken werden während der Parlamentseröffnung für die Unterbringung hochrangiger Gäste genutzt. Hinter der Bar befindet sich die President’s Gallery und im Obergeschoss befinden sich die Stranger’s Galleries. „Hansard“- und Medienreporter besetzen die nördlichen Galerien im Obergeschoss.

## Der parlamentarische Prozess und die Verfahren des Parlaments
Die Verfahren des Parlaments von South Australia sind in der Verfassung (Constitution Act) und in der im Laufe der Jahre verfassten Geschäftsordnung festgelegt. Die Entscheidungen der Vorsitzenden haben im Laufe der Zeit auch Präzedenzfälle geschaffen, um den lokalen Anforderungen gerecht zu werden.

### Treffen und Sitzungen der Häuser
Die Sitzungen und Sitzungen des Parlaments werden nach traditionellen Verfahren abgehalten, die vom britischen Westminster-System übernommen wurden. Von der Eröffnung einer Parlamentssitzung bis zur Eröffnung der täglichen Sitzungen bestimmen Tradition und Zeremonie, was geschieht. Es ist eine verfassungsrechtliche Vorschrift, dass jedes Jahr mindestens eine Sitzung des Parlaments abgehalten wird. Dies ist auch eine praktische Notwendigkeit, da die großen Geldsummen, die für die Erbringung staatlicher Dienstleistungen erforderlich sind, der jährlichen Zustimmung des Parlaments unterliegen. Die üblichen Sitzungstage jeder Kammer sind Dienstag, Mittwoch und Donnerstag in einem Zeitraum von etwa fünfundzwanzig Wochen, verteilt über das Jahr. Das House of Assembly tagt in der Regel dienstags und mittwochs von 14:00 bis 18:00 Uhr und von 19:30 Uhr bis zur Vertagung um etwa 22:30 Uhr oder später, wenn die Geschäfte fortgesetzt werden müssen. Dazu gehören manchmal auch nächtliche Sitzen. Donnerstags tagt das House of Assembly normalerweise von 10.30 Uhr bis zur Vertagung gegen 18.00 Uhr. Der Legislativrat tagt in der Regel von 14.15 Uhr bis zur Vertagung, die am Dienstag, Mittwoch und Donnerstag bis Mitternacht dauern kann.

### Eröffnung des Parlaments
Die Eröffnung einer Parlamentssitzung ist ein Anlass für traditionelle Zeremonien und die Zuschauergalerien sind voller Gäste, die der Sitzung der „Dreifaltigkeit des Parlaments“ („Trinity of Parliament“) beiwohnen möchten: dem Repräsentanten der Krone (dem Gouverneur), dem Legislativrat und dem House of Assembly. Der Gouverneur eröffnet eine Sitzung des Parlaments, indem er im Saal des Legislativrates eine Rede vorträgt, in der er die von der Regierung verfolgten politischen Maßnahmen und die Gesetzesvorschläge darlegt, die während der Sitzung eingeführt werden sollen. In dieser Funktion fungiert der Gouverneur als Sprecher der Minister und diese sind weitgehend für den Inhalt der Rede verantwortlich. In jedem Haus wird eine kurze „Antwortadresse“ („Address in Reply“) auf diese Rede verfasst und ist Gegenstand einer allgemeinen Debatte, die in der Regel mehrere Tage dauert. Dies bietet die Gelegenheit, die Politik der Regierung zu unterstützen oder zu kritisieren, ohne dass die üblichen restriktiven Regeln für andere Debatten gelten. Nachdem jede Ansprache von den beiden Kammern angenommen wurde, wird sie vom Präsidenten dem Gouverneur vorgelegt. Am 23. März 1954 eröffnete Königin Elizabeth II. eine Sondersitzung des Parlaments von Südaustralien. Dies war das erste Mal, dass der regierende Monarch diese Funktion ausübte, und daher ein Tag von einzigartiger Bedeutung in der Verfassungsgeschichte des Staates.

### Eröffnung der täglichen Sitzungen – formelle Verfahren
In jedem Haus beginnt die Verhandlung damit, dass der Vorsitzende ein Gebet vorliest. Es kann eine Nachricht des Gouverneurs eingehen, in der er die königliche Zustimmung zu einem Gesetzentwurf mitteilt. Der Sekretär jedes Hauses stellt dann Petitionen vor, die von Mitgliedern im Namen ihrer Wähler eingereicht wurden. Der Vorsitzende informiert das Haus, wenn schriftliche Antworten auf Fragen eingegangen sind, und fordert dann dazu auf, etwaige Antragsmitteilungen einzureichen, die die Mitglieder möglicherweise zur weiteren Debatte in das Bekanntmachungspapier aufnehmen möchten. Minister können auch Anträge einreichen oder ministerielle Erklärungen abgeben, und Parlamentspapiere werden von Ministern, Vorsitzenden oder Mitgliedern, die parlamentarische Ausschüsse vertreten, auf den Tisch des Hauses gelegt. Zu diesen Papieren gehören Berichte von Regierungsabteilungen und -gremien, königlichen Kommissionen und parlamentarischen Ausschüssen, Finanzpapiere und alle Gesetze, die im Rahmen eines Gesetzes des Parlaments erlassen wurden. Alle auf den Tisch gelegten Unterlagen werden zu öffentlichen Dokumenten und können von den Mitgliedern, der Presse und der Öffentlichkeit eingesehen werden. Die wichtigeren eingereichten Papiere werden zum Drucken angeordnet und in den jährlichen Band der Parlamentspapiere aufgenommen, der allgemein als „Blaubuch“ („Blue Book“) bezeichnet wird.

## Abstimmungen
Die Mitglieder stimmen normalerweise mit ihrer Partei ab und stimmen in allen Fragen mit der Position der Partei überein. Allerdings ist im Parlament eine Gewissensabstimmung über einige soziale Themen wie Glücksspiel, Prostitution und Abtreibung zulässig. In diesen Fällen sind die Abgeordneten nicht an Entscheidungen ihrer Partei gebunden und können nach ihrem persönlichen Glauben und Gewissen abstimmen. Im Parlament wird eine Entscheidung zu jeder Frage zunächst durch die Mehrheit der Stimmen „Ja“ oder „Nein“ getroffen. Es ist die Aufgabe des Vorsitzenden (Sprecher, Präsident oder Ausschussvorsitzender), anhand der Stimmen zu beurteilen, welche Seite die Mehrheit hat. Wenn ihre Meinung von der Minderheit angefochten wird, muss das Haus eine sogenannte „Teilung“, damit die genaue Zahl der Abstimmenden auf beiden Seiten der Frage ermittelt werden kann. Stimmrechtsvertretungen sind im Parlament nicht zulässig, ein ähnlicher Effekt wird jedoch durch die sogenannten „Paare“ („pairs“) erzielt.

### Teilungen(Divisions)
Eine Teilung wird von denen gefordert, die als Minderheit gelten und „Teilen“ („Divide“) rufen. Der Vorsitzende gibt die Anweisung: „Die Glocken läuten“ („Ring the bells“). Im ganzen Gebäude läuten die Divisionsglocken und der Angestellte dreht die Drei-Minuten-Sanduhr. Die beiden Kammern haben unterschiedliche Glocken, so dass es keine Verwirrung darüber gibt, ob eine Spaltung im Legislativrat oder in der Legislativversammlung einberufen wird. Wenn der Sand aufgebraucht ist, befiehlt der Vorsitzende, die Kammertüren zu verschließen. Kein Mitglied kann jetzt in die Kammer aufgenommen werden oder die Kammer verlassen, bis die Teilung abgeschlossen ist. Der Vorsitzende wiederholt die Frage, um diejenigen, die zum Zeitpunkt der ersten Fragestellung nicht im Plenarsaal waren, über die Angelegenheit zu informieren, zu der die Spaltung stattfindet. Der Vorsitzende weist die „Ja“-Wähler rechts vom Vorsitzenden und die „Nein“-Wähler links vom Vorsitzenden an und ernennt für jede Seite einen Zähler. Die Zähler gehen zum Tisch und nennen den Beamten des Hauses, die die Namen auf den Abteilungslisten vermerken, die Namen der auf ihrer jeweiligen Seite abstimmenden Mitglieder. Die Anzahl der Mitglieder auf jeder Seite wird mit der Anzahl der auf den Divisionslisten eingetragenen Namen verglichen, um sicherzustellen, dass die Zahlen übereinstimmen. Der Sekretär übergibt dann die Divisionslisten an den Vorsitzenden, der die Abstimmungszahlen und die Mehrheit bekannt gibt und die Entscheidung des Hauses entsprechend verkündet. Bei Stimmengleichheit gibt die Stimme des Vorsitzenden den Ausschlag.

### Paare(Pairs)
Das Verfahren der Paare („pairs“) ermöglicht es einem Mitglied, abwesend zu sein (z. B. wegen Krankheit oder aus dienstlichen Gründen) und gleichzeitig mit einem Mitglied einer gegnerischen Partei eine Abwesenheit zu vereinbaren. Durch diese gegenseitige Vereinbarung wird eine Abstimmung auf beiden Seiten einer Frage neutralisiert und die relativen Zahlen in der Abteilung sind dieselben, als ob beide Mitglieder anwesend wären. Die Anordnung der Paare bleibt den „Party Whips“ überlassen.

### Einpeitscher(Whips)
Der Einpeitscher (Whip) spielt als Parlamentarischer Geschäftsführer eine administrative Rolle innerhalb der Fraktion einer politischen Partei. Die Organisation der „Pairs“ erfolgt durch die Partei-Whips und sie funktionieren auch während einer Division, wenn sie die Stimmenzahlen auf beiden Seiten des Hauses zählen.

## Ausschüsse
Angesichts der oft komplexen Natur der vom Parlament zu prüfenden Fragen und der Notwendigkeit, dass das Parlament die Meinungen und Bedürfnisse der breiteren Gemeinschaft kennen muss, hat das Parlament einige temporäre und ständige Ausschüsse seiner eigenen Mitglieder eingerichtet, um Fragen zu untersuchen wie sie entstehen. Es gibt verschiedene Arten von Parlamentsausschüssen: Ständige Ausschüsse, ausgewählte Ausschüsse, gemeinsame Ausschüsse, Verwaltungs- und Sitzungsausschüsse.
Ständige Ausschüsse (Standing Committees) werden gemäß dem Parliamentary Committees Act 1991 oder dem Aboriginal Lands Parliamentary Standing Committee Act 2003 eingerichtet. Das ernennende Haus oder die ernennenden Häuser bestimmen die Mitgliedschaft in diesen Ausschüssen und Ernennungen erfolgen für die Dauer des Parlaments. Ständige Ausschüsse werden eingerichtet, um sich mit einer bestimmten Angelegenheit oder einem bestimmten Bereich zu befassen. Das ernennende Haus bzw. die ernennenden Häuser bestimmen die Mitgliedschaft in diesen Ausschüssen und die Ernennungen erfolgen für die Dauer der Legislaturperiode. Ständige Ausschüsse nach dem Gesetz über parlamentarische Ausschüsse befassen sich mit bestimmten Angelegenheiten oder Bereichen, die ihnen von einem der folgenden Stellen zugewiesen werden:
- Ein Antrag der ernennenden Kammer(n),
- Eigener Antrag des Ausschusses oder
- Eine Anweisung des Gouverneurs.

Der Ständige Parlamentarische Ausschuss nach dem Aboriginal Lands Parliamentary Standing Committee Act 2003 untersucht bestimmte Angelegenheiten oder Bereiche, die ihm von einer der folgenden Personen vorgelegt werden:
- Eine Resolution beider Kammern des Parlaments,
- Eigener Antrag des Ausschusses oder
- Jede vom Minister für Aborigine-Angelegenheiten und Versöhnung verwiesene Angelegenheit.

Ausgewählte Ausschüsse (Select Committees) werden von einem der beiden Häuser eingerichtet, und Gemeinsame Ausschüsse (Joint Committees) werden von beiden Häusern eingesetzt, um einen Gesetzentwurf oder eine andere bestimmte Angelegenheit zu untersuchen. Sie hören auf zu existieren, nachdem sie Bericht erstattet haben.
Der Joint Parliamentary Service Committee ist ein Verwaltungsausschuss, der gemäß dem Parliament (Joint Services) Act 1985 eingerichtet wurde. Er besteht aus Mitgliedern beider Kammern und verwaltet die Dienste, Gebäude und Bezirke des Parlaments. Es wird in der ersten Sitzung nach jeder allgemeinen Wahl ernannt und bleibt für die Legislaturperiode bestehen. Den Vorsitz führen abwechselnd die Vorsitzenden der einzelnen Kammern.
Sitzungsausschüsse (Sessional Committees) werden vom Haus bis zum Ende der laufenden Sitzungsperiode des Parlaments eingerichtet. Ihre Aufgaben sind im Allgemeinen administrativer Natur oder betreffen die Prozesse des Hauses. Schätzungsausschüsse sind Sitzungsausschüsse. 
Ein Privilegienausschuss (Privilege Committee) ist ein Ad-hoc-Ausschuss aus Mitgliedern, der vom Haus nach Bedarf eingesetzt wird, um Angelegenheiten zu prüfen, bei denen festgestellt werden kann, dass sie von seinen eigenen Mitgliedern oder anderen als Verletzung der parlamentarischen Privilegien oder als Missachtung des jeweiligen Hauses oder des Parlaments angesehen werden.

## Die Regierung von South Australia

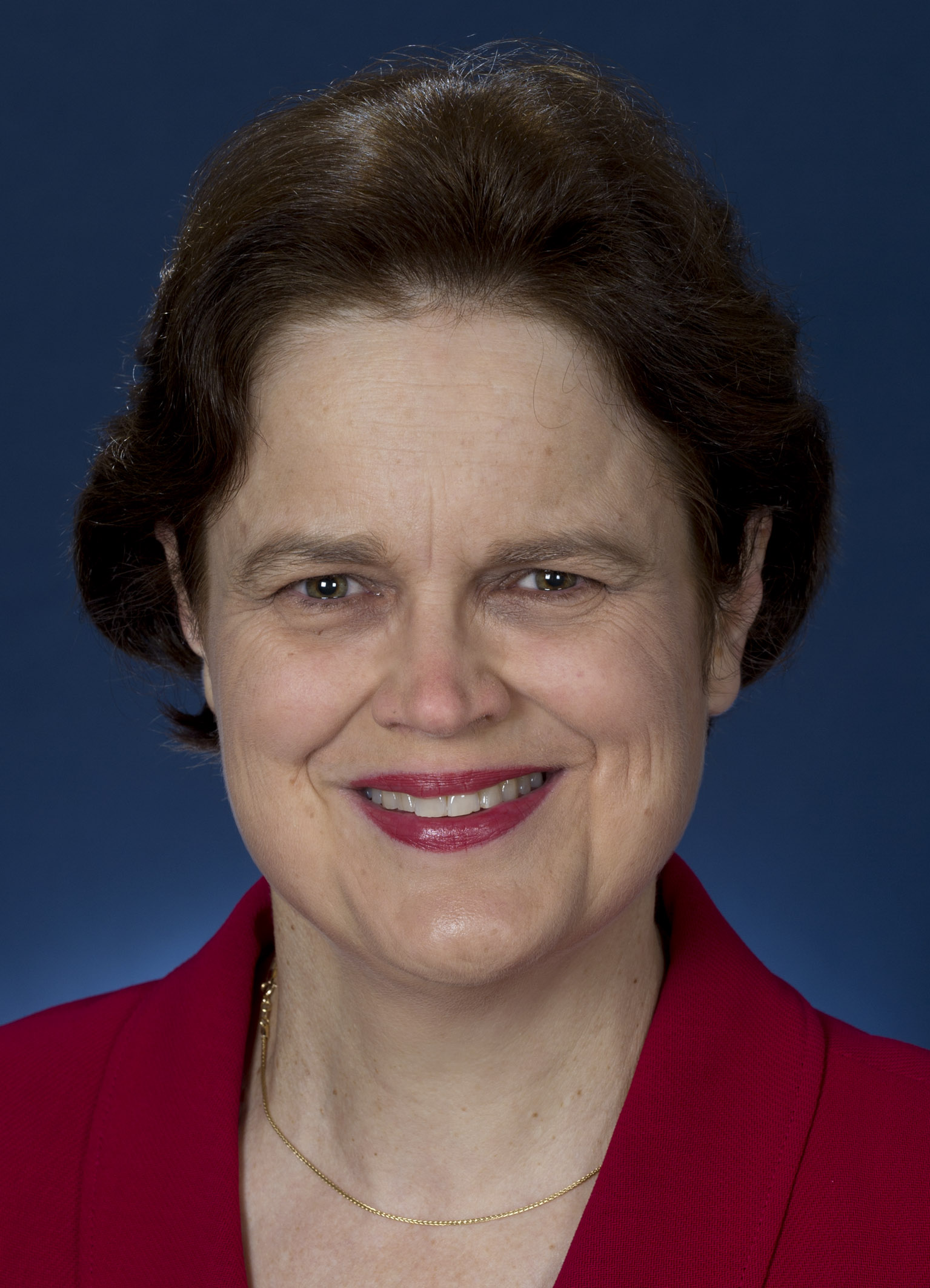
Frances Adamson ist seit 2021 Gouverneurin von South Australia.

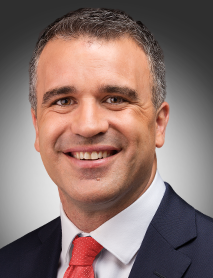
Peter Malinauskas ist seit 2022 Premierminister von South Australia.

Das südaustralische Parlament basiert auf dem britischen Westminster-System der parlamentarischen Regierung. Die Regierung wird von der Partei oder Gruppierung gebildet, die die Mehrheit der Sitze im House of Assembly hat, oder von einer Koalition, also dem Zusammenschluss von Parteien zur Bildung einer Mehrheit. Südaustralien unterliegt einer verantwortlichen Kabinettsregierung: Der Gouverneur handelt auf Anraten der Minister des Kabinetts unter der Leitung des Premierministers. Die Minister sind jeweils für Regierungsabteilungen zuständig und sind Parlamentsmitglieder auf der Regierungsseite der Kammer, die sich rechts vom Sprecher (Speaker) befindet. Jeder Minister ist auch Mitglied des Exekutivrats (Executive Council). Der Exekutivrat steht unter dem Vorsitz des Gouverneurs und ist das formelle Exekutivorgan der Regierung, das bestimmten Kabinettsbeschlüssen, Ernennungen und ähnlichen Angelegenheiten Rechtskraft verleiht. Diese und andere Bestimmungen werden durch Übereinkommen festgelegt.
Das Kabinett besteht aus fünfzehn Ministern, die Mitglieder des House of Assembly oder des Legislative Council sein können. Zu den Aufgaben des Kabinetts gehört die endgültige Festlegung der Politik, die dem Parlament vorgelegt werden soll. Politische Angelegenheiten werden im Kabinett besprochen und eine Entscheidung getroffen. Die Entscheidung wird dann für jedes Mitglied des Kabinetts verbindlich, das sie verteidigen muss, auch wenn sie damit nicht einverstanden sind und bei der Kabinettsabstimmung in der Unterzahl waren. Wenn sie nicht bereit sind, die Entscheidung zu verteidigen oder Verantwortung zu übernehmen, müssen sie zurücktreten. Diese ungeschriebene Konvention der Kabinettsregierung geht auf das Westminster-System zurück. Das Kabinett hat auch die Kontrolle über den öffentlichen Dienst.

## Die Opposition
Die Opposition ist die größte Minderheit oder Koalition von Mitgliedern im House of Assembly, die keine Unterstützer der Regierung sind. Das Parteiensystem in Australien macht dies normalerweise recht deutlich, da es sich um die zweitgrößte Gruppe „politischer Parteien“ im House of Assembly handelt. Der Anführer dieser Gruppe ist als Oppositionsführer bekannt. Die Pflicht einer Opposition besteht darin, Widerstand zu leisten, aber nicht nur in dem Sinne, dass sie die Regierung zum Stillstand bringt. Es sollte die Gruppe sein, die am besten in der Lage ist, den gegenteiligen Standpunkt zu vertreten, die Politik der Regierung zu testen, zu prüfen und zu kritisieren. Sie hat die Pflicht, sowohl zu entlarven als auch zu widersprechen. Die Opposition hat als „Gegner der Regierung“ drei Hauptwerte. Erstens ist es eine kontinuierliche Kontrolle etwaiger Ungerechtigkeiten und ein Anreiz zur Effizienz. Zweitens liefert die Kritik der Opposition an der Regierung den Wählern Material, anhand dessen sie den Wert der unterschiedlichen Politiken beurteilen können. Drittens steht die Opposition als alternative Regierung vor Gericht, indem sie die Regierung kritisiert und ihre eigenen Richtlinien und Überzeugungen formuliert. Eine verantwortungsvolle Opposition ist für die wirksame Arbeit des Parlaments ebenso notwendig wie eine verantwortungsvolle Regierung. Es ist die alternative Stimme, die dem parlamentarischen Regierungssystem treu bleibt.

## Hintergrundliteratur
- Proceedings, W. C. Cox, Government Printer, Adelaide 1857/58–1861
- Edwin Cradock Nowell: A history of the relations between the two houses of Parliament in Tasmania and South Australia, W.T. Strutt, Government Printer, Hobart 1890
- Statistical record of the legislature, 1836–1940, F. Trigg, Government Printer, Adelaide 1941
- The Parliament of South Australia. An outline of its history, its proceedings and its buildings, Adelaide 1982